# Веліш Вельдар Шукурджиєв огли
Веліш Вельдар Шукурджиєв огли (крим. Veliş Veldar Şukürciyev oğlu) — український військовослужбовець, кримотатарський активіст.

## Життєпис
Кримськотатарський активіст, займався бізнесом в Сімферополі. 
Після російської окупації Криму у 2014 році вбав участь в проукраїнських акціях, за що окупаційна адміністрація неодноразово його затримувала.
Один з співзасновників українського культурного центру в Сімферополі.
Через деякий час виїхав на підконтрольну Україні територію. Брав участь в АТО в 2015-му році.
В 2018 отримав звання лейтенанта.
З перших днів російського повномастабного вторгнення у 2022 році обороняв Київ

## Нагороди
- Медаль «За жертовність і любов до України» (УПЦ КП) (2017)[4]
- Орден «За мужність» III ступеня (№ 821/2023)[6]
- Орден «За мужність» II ступеня (№ 358/2024)[7]